# NGC 3266
NGC 3266 é uma galáxia lenticular (SB0) localizada na direcção da constelação de Ursa Major. Possui uma declinação de +64° 44' 59" e uma ascensão recta de 10 horas, 33 minutos e 17,6 segundos.
A galáxia NGC 3266 foi descoberta em 3 de Abril de 1791 por William Herschel.